# Busseola fuscantis
Busseola fuscantis är en fjärilsart som beskrevs av George Francis Hampson 1918. Busseola fuscantis ingår i släktet Busseola och familjen nattflyn. Inga underarter finns listade i Catalogue of Life.